# Leo Pine
Leo Pine (Tucson, 13 de febrero de 1922 - Jupiter (Florida), 29 de diciembre de 1994) fue un naturalista, micólogo y bioquímico estadounidense.
Investigador de los Centros para el Control y Prevención de Enfermedades de Atlanta por más de 30 años, produciendo unas 140 publicaciones científicas sobre el síndrome de shock tóxico, la listeria, la histoplasmosis y otras enfermedades. Hizo también importantes descubrimientos sobre la bacteria que provoca la enfermedad del legionario.

## Biografía
Consiguió una licenciatura por la Universidad de Arizona y un doctorado de investigación por la Universidad de California en Berkeley, California. Enseñó en el Instituto Pasteur de París y realizó investigaciones en la Universidad Duke y el National Institutes of Health de Bethesda.
En 1963 empezó a trabajar en el Centers for Disease Control and Prevention, donde permaneció toda su carrera. Falleció a la edad de 72 años por esclerosis lateral amiotrófica.

## Algunas publicaciones
- 1948. Use of antibiotics and antagonistic organisms in the control of damping-off of alfalfa by pythium debaryanum. Publicó Univ. of Wisconsin--Madison, 110 p.

## Abreviatura (zoología)
La abreviatura Pine  se emplea para indicar a Leo Pine como autoridad en la descripción y taxonomía en zoología.